# أم المستنصر عطف
الأميرة عَطْف زوجة السلطان الحفصي أبي زكرياء يحيى الأول وأم السلطان أبي عبد الله محمد المستنصر، الأميرة عطف : هي الأميرة الحفصية عطف، أم الخلفاء، زوجة أبى زكرياء الأول ووالدة المستنصر بالله وللسلالة التي حكمت افريقية لثلاثة قرون، وهي من أصل أسباني أَمَرَت ببناء، في عهد ابنها في أواسط القرن القرن السابع الهجري\القرن الثالث عشر الميلادي، جامع التوفيق والمدرسة التوفيقية.